# Роберт Абельсон
Роберт Пол Абельсон (12 вересня 1928 — 13 липня 2005) — психолог з Єльського університету і політолог з особливими інтересами в царині статистики та логіки.

## Біографія
Він народився в Нью-Йорку і навчався у вищій школі в Бронксі. Він захистив дипломну роботу в Массачусетському технологічному інституті та здобув докторський ступінь з психології відділу Принстонського університету психології під керівництвом Джона Текі та Сільвано Томкинса.
З Прінстона, Абельсон пішов в Єльський університет, де він залишався протягом наступних п'яти років своєї кар'єри.
З Мілтоном Дж Розенбергом, він розробив поняття «symbolic psycho-logic», використовуючи своєрідний вид матриці суміжності знакового графа, в описовій (а не розпорядчому) психологічній організації відносин і узгодженості відносини, який був ключем до розвитку галузі соціального пізнання.
Поняття, що віра, стосунки та ідеологія були глибоко сполученими структурами знань які містяться в оригіналах, плануваннях, цілях і розумінні роботи, яка зібрала декілька тисяч цитувань, і призвела до першої міждисциплінарної програми спеціалізації впізнавальної науки в Університеті. Його робота над аналізом поведінки виборців на виборах 1960 і 1964 років, і створення комп'ютерної програми для моделювання ідеології («Goldwater machine») допомогло визначити та побудувати область політичних уподобань.
Він був автором книги «Статистика як принциповий аргумент», яка містить рецепти для того, як слід продовжити статистичний аналіз, а також зображення того, що таке статистичний аналіз, чому ми повинні це робити, і як відрізнити хороший від поганого статистичного аргументу. Він був співавтором кількох інших книг з психології, статистики та політології. У 1959 році Абельсон опублікував статтю яка роз'яснює про різні ситуації, в яких кожен індивідуум має тенденцію дозволити собі «дилеми віри» (Абельсон «Способи вирішення дилем віри» Журнал вирішення конфліктів 1959).
Абельсон отримав премію за видатний науковий внесок від Американської асоціації психології (APA — American Psychological Association), премію заслуженого науковця від Суспільства експериментальної соціальної психології (SESP — Society of Experimental Social Psychology) і премію видатного вченого з Міжнародного товариства політичної психології (ISPP — International Society of Political Psychology). Він був обраний членом Американської академії мистецтв і наук в 1978 році.
Він помер від ускладнень хвороби Паркінсона.